# 판빅
판빅은 바둑이 무승부로 끝나는 것을 뜻하는 말이다. 줄여서 ‘빅’이라고도 하나, 수상전의 빅과 구분하기 위해 판빅이라는 말을 쓴다.

## 판빅이 되는 경우
판빅이 되는 경우는 크게 두 가지로 나뉜다. 하나는 같은 수가 무한으로 반복되는 경우이고, 또 하나는 계가 결과 집 수가 완전히 같아서 무승부로 처리되는 경우이다.

### 무한 반복수에 의한 경우
본래 패가 나면 동형반복 금지의 원칙에 따라 패 하나만으로는 반복수가 나올 수 없으나, 아래와 같은 경우는 반복수가 나올 수 있다. 이 경우 양쪽 모두 양보하지 아니하면 판빅이 된다.
- 삼패 - 중요한 곳에 패가 세 군데 이상 만들어져 반복수가 나오는 경우
- 순환패 - 중요한 곳에 패와 비슷한 모양이 만들어져 반복수가 나오는 경우
- 장생 - 중요한 곳에 패와 비슷한 모양이 만들어져 반복수가 나오는 경우

### 집 수가 완전히 같은 경우
맞바둑인 경우 덤이 6집이나 7집 등으로 딱 떨어지지 않고 6집 반으로 주어져서 집 수를 일부러 같게 맞추려고 해도 같아질 수가 없기 때문에 앞서 서술한 반복수가 나오지 않는 이상 판빅이 나는 일이 없으나, 정선이나 접바둑이라면 덤을 주지 않기 때문에 집 수가 같아져서 판빅이 나는 경우가 있을 수 있다.
예를 들어,
|  |  |  |  |  |  |  |  |  |
|  |  |  |  |  |  |  |  |  |
|  |  |  |  |  |  |  |  |  |
|  |  |  |  |  |  |  |  |  |
|  |  |  |  |  |  |  |  |  |
|  |  |  |  |  |  |  |  |  |
|  |  |  |  |  |  |  |  |  |
|  |  |  |  |  |  |  |  |  |
|  |  |  |  |  |  |  |  |  |

|  |  |  |  |  |  |  |  |  |
|  |  |  |  |  |  |  |  |  |
|  |  |  |  |  |  |  |  |  |
|  |  |  |  |  |  |  |  |  |
|  |  |  |  |  |  |  |  |  |
|  |  |  |  |  |  |  |  |  |
|  |  |  |  |  |  |  |  |  |
|  |  |  |  |  |  |  |  |  |
|  |  |  |  |  |  |  |  |  |

위의 기보에서 양쪽 모두 잡은 돌이 없다고 가정한다면 둘 다 26집으로 같다. 맞바둑이라면 덤을 주기 때문에 백의 승리이나, 정선이라면 판빅이 성립된다. (일본식 규칙일 경우에 한함)